# Bojan Kozew
Bojan Kozew (bulgarisch Боян Коцев; * 24. April 1930 in Vrazhdebna, Oblast Sofia-Stadt, Bulgarien; † 23. Juni 2013) war ein bulgarischer Radrennfahrer und nationaler Meister im Radsport.

## Sportliche Laufbahn
Kozew ist einer der erfolgreichsten bulgarischen Straßen-Radrennfahrer. 1954 gewann er eine Etappe der Rumänien-Rundfahrt.
Im Jahr 1958 gewann er die bulgarische Meisterschaft im Straßenrennen. An dem Mehrländer-Etappenrennen Internationale Friedensfahrt beteiligte er sich zwischen 1951 und 1959 siebenmal. Bei seinem Debüt 1951 wurde er 27. Anschließend war er bei drei Friedensfahrten bester Bulgare. 1953 feierte er seinen einzigen Etappensieg, und bei der Tour 1958 erreichte er mit Platz vier sein bestes Ergebnis. 1958, 1959 und 1960 gewann Kozew Bulgarien-Rundfahrt, und bei der Ägypten-Rundfahrt stand er zwischen 1955 und 1958 mit zwei zweiten und einem dritten Platz in der Endwertung dreimal auf dem Siegerpodest.
Zweimal nahm Kozew an den Radsportwettbewerben der Olympischen Spiele teil. 1952 wurde er im Straßenrennen eingesetzt, er schied aus dem Rennen aus. Die bulgarische Mannschaft mit Ilija Weltschew, Bojan Kozew, Petar Dimitrow Georgiew und Miltscho Russew kam nicht in die Mannschaftswertung.
Kozew nahm aber auch mit der Vierermannschaft Bulgariens an der Mannschaftsverfolgung auf der Bahn teil, bei dem die Bulgaren Rang 16 erreichten. 1960 startete Kozew erneut im Straßenrennen und im Mannschaftszeitfahren. Als Einzelfahrer schied er wieder vorzeitig aus. Im 100-km-Zeitfahren erreichte er mit seiner Mannschaft unter 32 gestarteten Teams den 17. Platz. 1975 wurde er Nationaltrainer der bulgarischen Straßenfahrer.